# Varennes (Canada)
Varennes is een stad (ville) in de Canadese provincie Québec en telt 20.573 inwoners (2006).

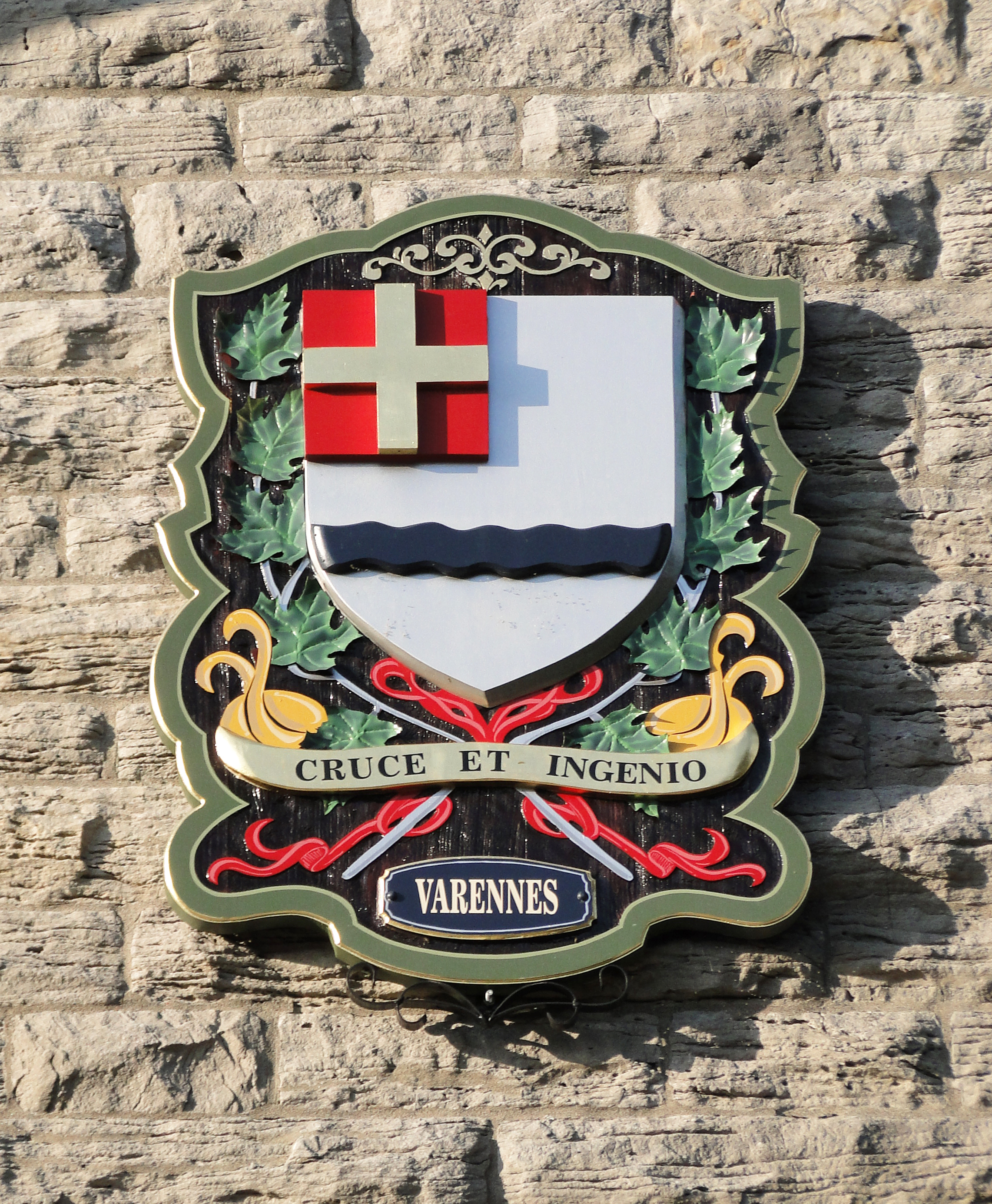
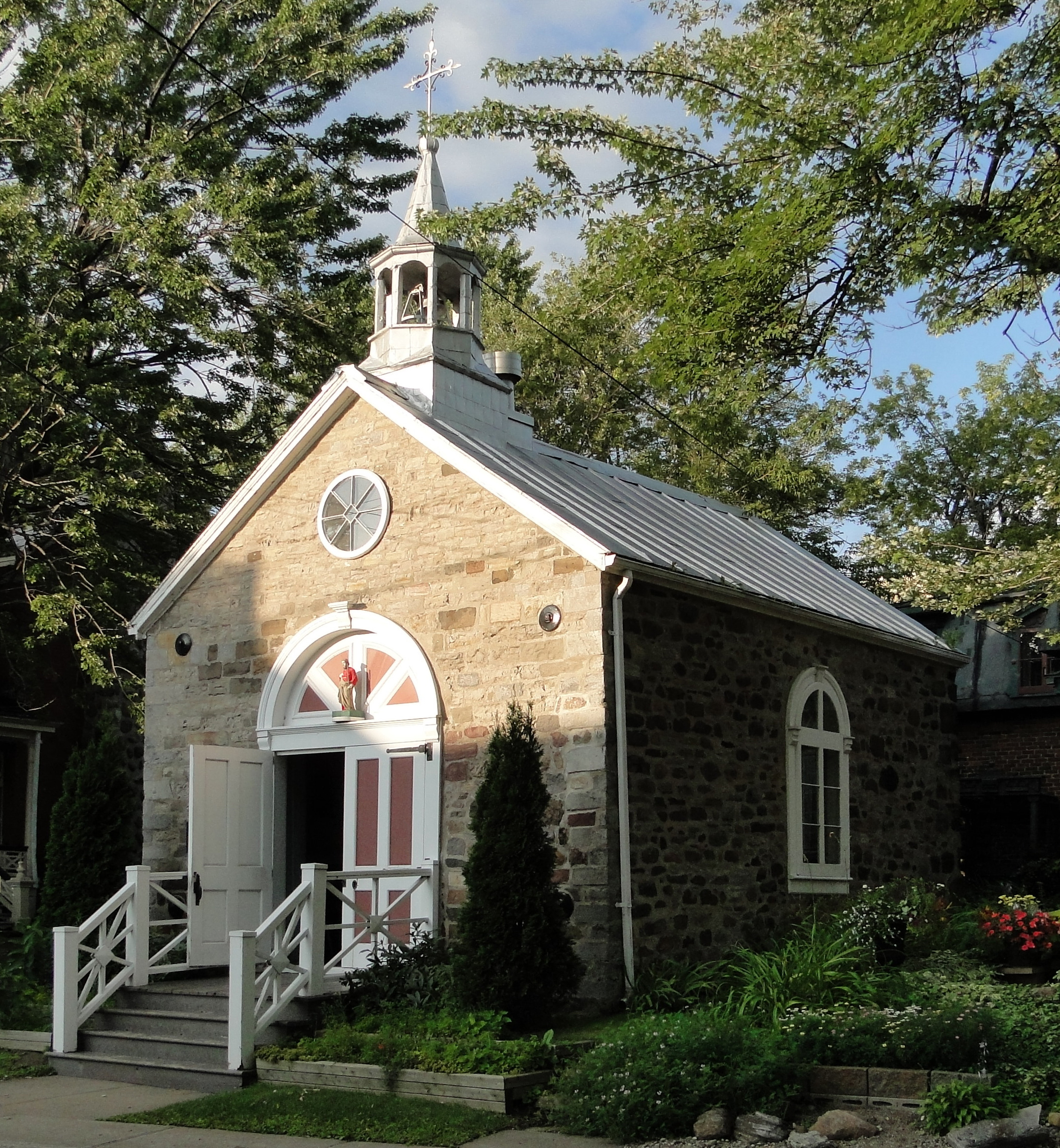
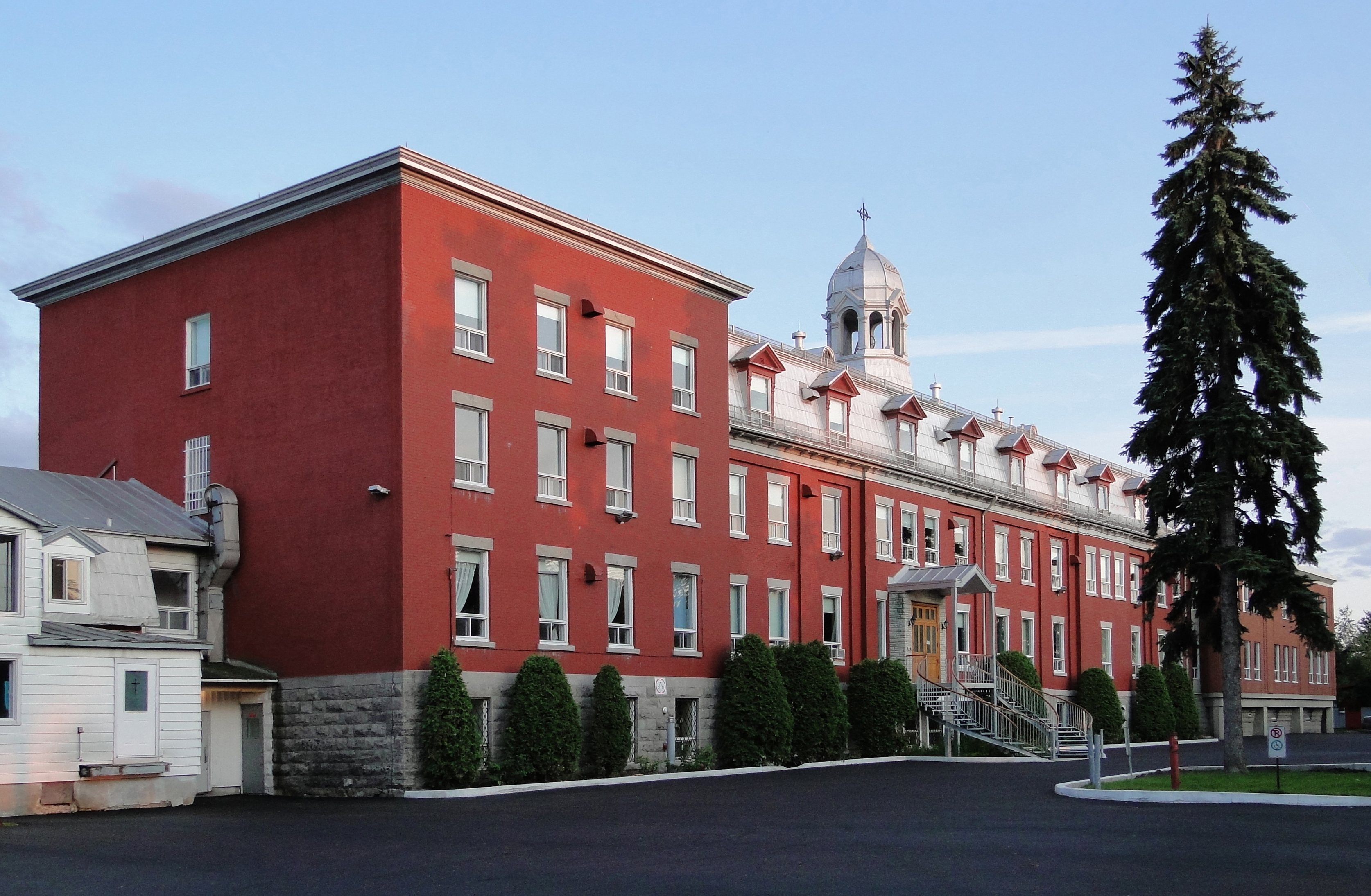
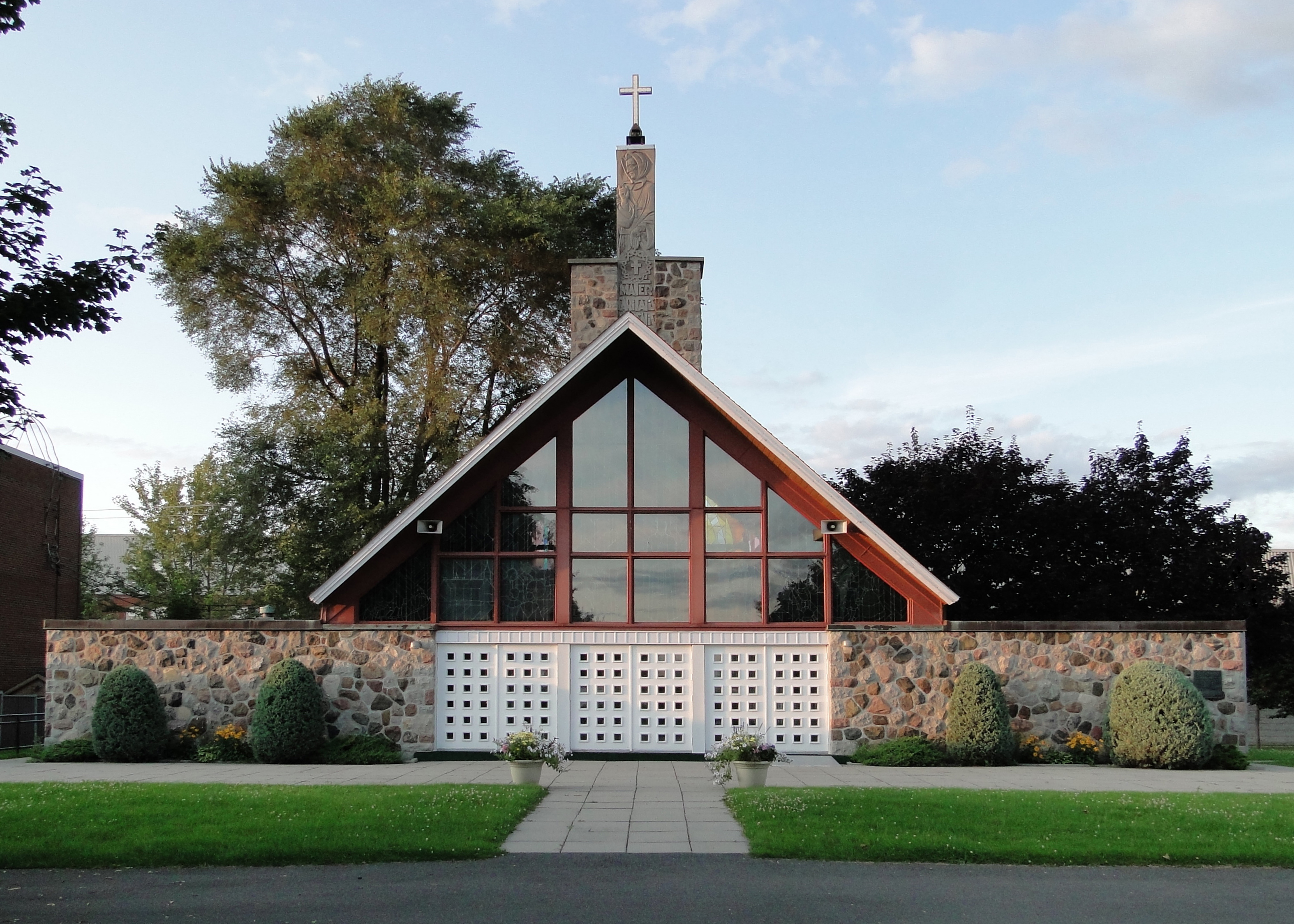
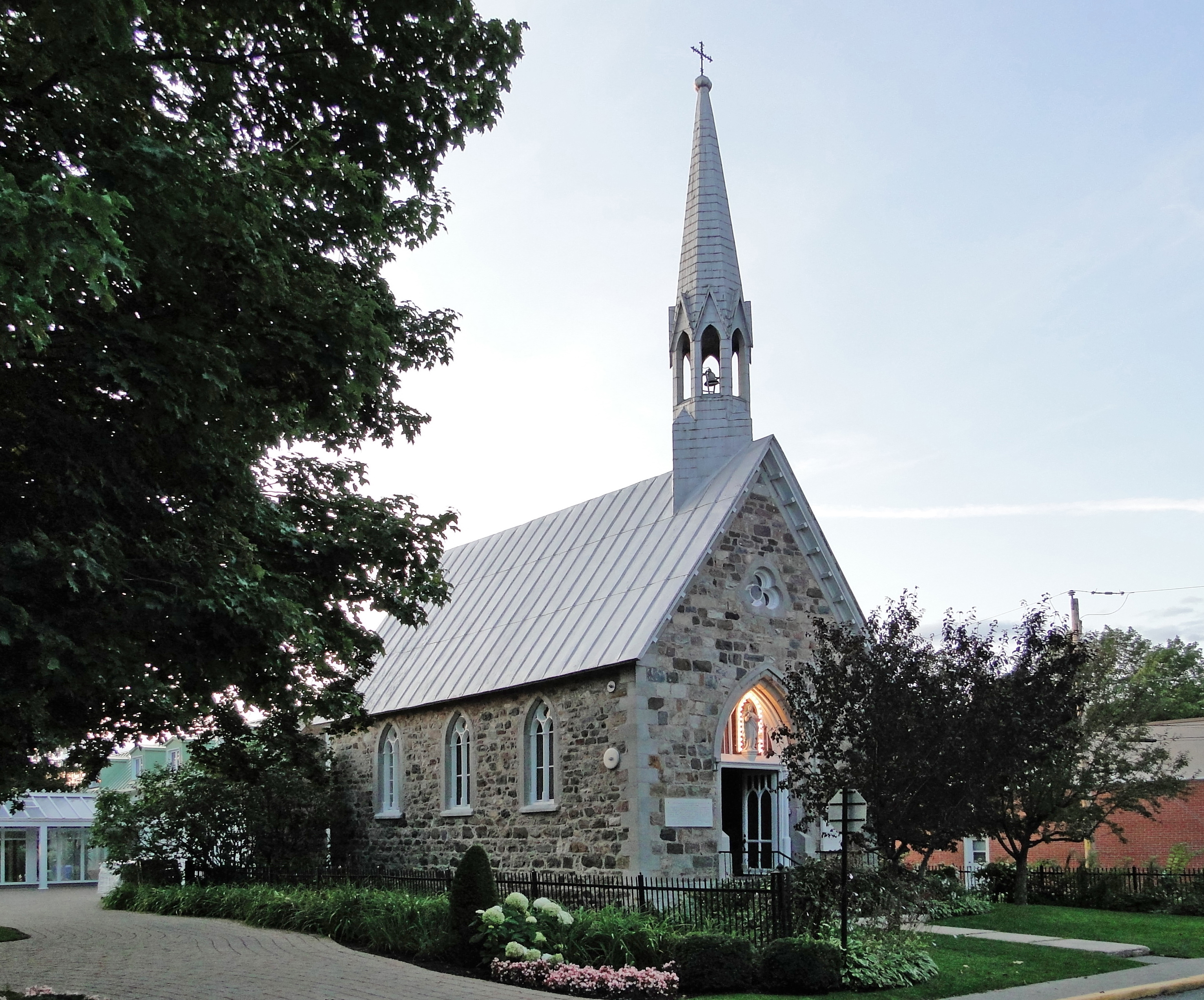
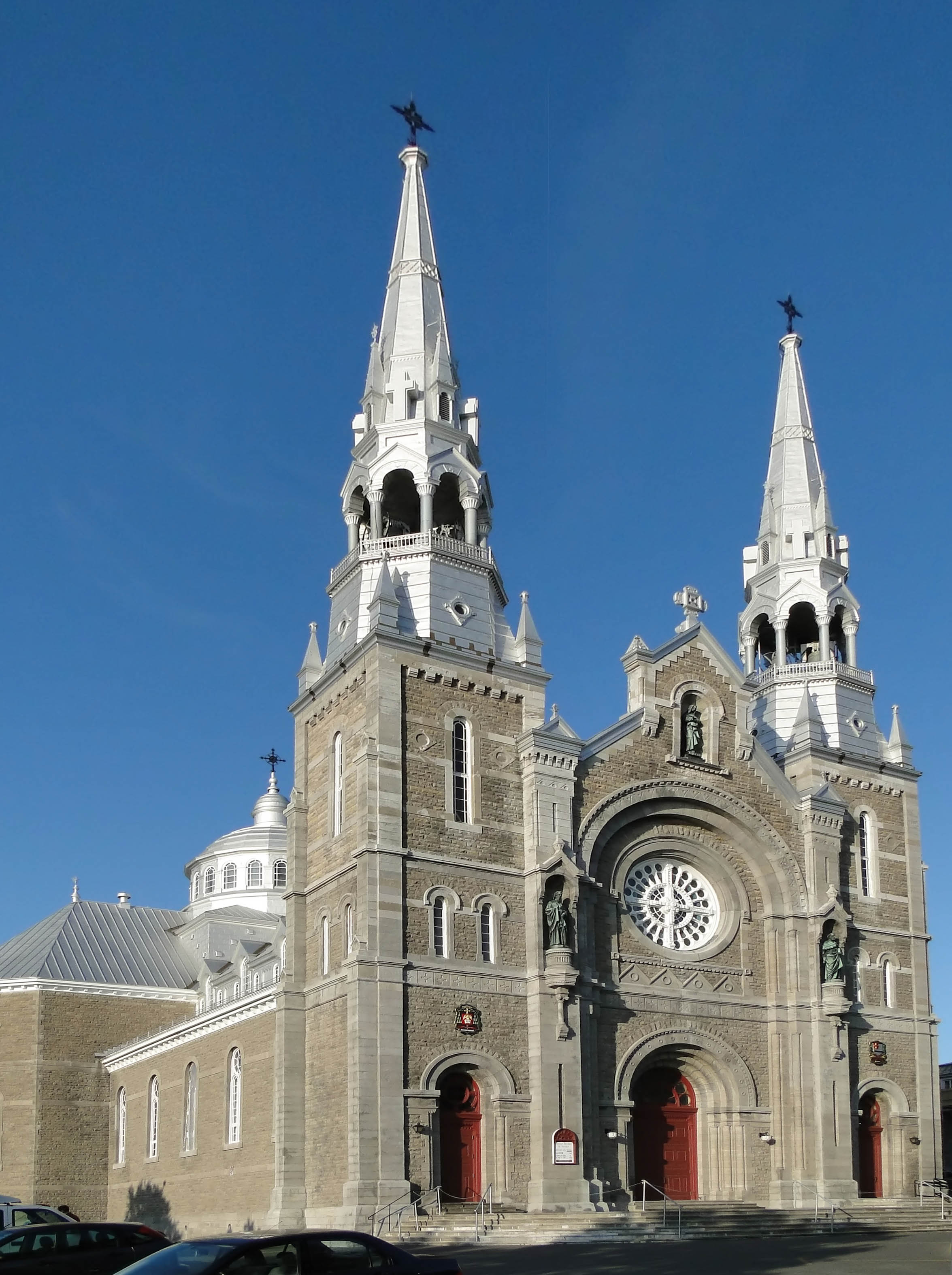